# Иван Вишневски
Иван Вишневски (на украински: Іван Вишневський; на руски: Иван Вишневский) е съветски и украински футболист. Почетен майстор на спорта на СССР (1984).

## Кариера
Роден е в село Миролюбовка, близо до Тернопол. След като завършва училище, работи с керамика.
В армията играе за отбора на батальона си за строеж. След завръщането си от армията, той играе в аматьорския отбор на фабриката в Тернопол „Квадра“.
През 1982 г. преминава в Спартак Москва.
През 1984 г. се премества в Днепропетровск, за да играе за Днипро, с който през 1988 г. става шампион на СССР. През същата година се присъединява към националния отбор на СССР, който печели сребърен медал на Европейското първенство от 1988 г.
Между 1989 и 1992 г. играе в Турция за Фенербахче и Сариер.
Умира на 11 май 1996 г. поради меланома, образувана през 1988 г.

## Отличия

### Отборни
Днипро Днепропетровск
- Съветска Висша лига: 1988
- Купа на СССР по футбол: 1989